# Suffocation (groupe)
Pour les articles homonymes, voir Suffocation et Sisters of Suffocation.
Suffocation est un groupe de death metal américain, originaire de Centereach, Long Island, à New York. Formé en 1988, il est l'un des premiers groupes, si ce n'est pas le premier, à jouer du brutal death metal. Le chanteur, Frank Mullen, est aussi reconnu pour être le premier à populariser les vocaux bas et gutturaux qui caractérisent maintenant ce genre musical.

## Biographie

### Débuts (1988–1998)
Suffocation est formé en 1988 à Long Island, New York, par le chanteur Frank Mullen, le bassiste Josh Barohn, les guitaristes Guy Marchais et Todd German, et l'ami de Barohn à la batterie. Les guitaristes Terrance Hobbs et Doug Cerrito, ainsi que le batteur Mike Smith, anciens membres du groupe local Mortuary séparé à cette même période, rejoignent Suffocation et forment le nouveau line-up Mullen, Hobbs, Smith, Cerrito et Barohn.
Les cinq compagnons sont influencés par les groupes de death metal, et des groupes britanniques comme Napalm Death et brésiliens comme Sepultura. Smith commente la première fois qu'il a rencontré Hobbs : « C'est la première fois que je me suis dis, 'wow, y'a un autre noir qui joue les mêmes trucs. » Le premier EP du groupe, Human Waste, est commercialisé au label Relapse Records en 1991. Le premier album studio, Effigy of the Forgotten, est enregistré par le producteur Scott Burns, aux Morrisound Studios de Tampa et distribué chez Roadrunner Records la même année. L'album devient l'une des principales influences de la scène metal extrême,.
Leur second album Breeding the Spawn est commercialisé en 1993, Smith quitte le groupe et est remplacé par Doug Bohn. Leur album suivant, Pierced from Within, considéré mieux produit que le précédent est publié en 1995, suit de plusieurs tournées en Europe, au Canada, au Mexique, et aux États-Unis. En 1998, Suffocation fait paraître l'EP Despise the Sun via Vulture Records et sépare peu après. L'EP est par la suite réédité en 2000 et en 2002 chez Relapse Records.

### Dernières activités (depuis 2003)

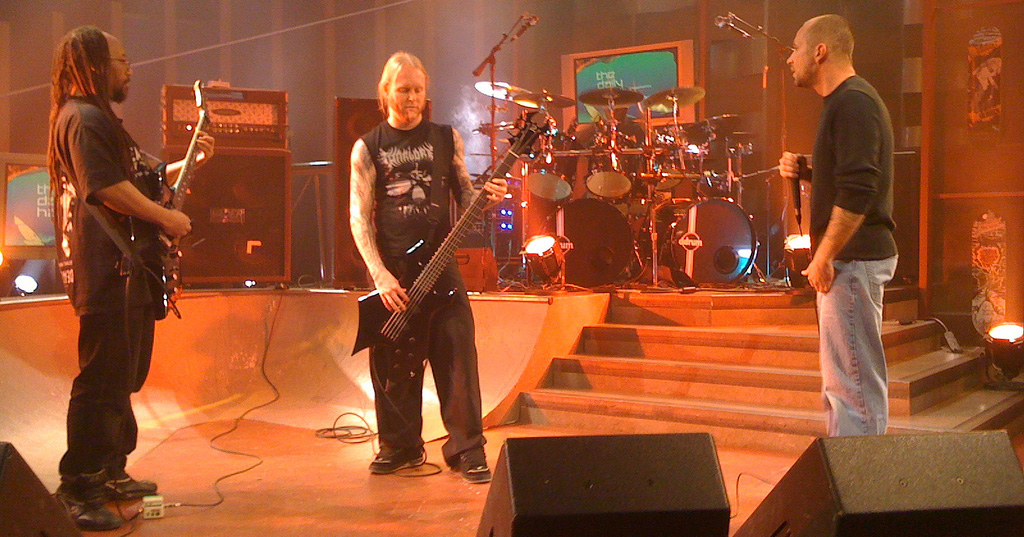
Suffocation en 2010 ; de gauche à droite, Hobbs, Boyer, Mullen.

Mullen et Hobbs reforment le groupe en 2003 avec Smith, Marchais et Derek Boyer des groupes Deeds of Flesh et Decrepit Birth à la basse. En avril 2004, Relapse Records fait paraître Souls to Deny. Après avoir joué dans plus de 400 soirées américaines et européennes, dont le Wacken Festival en Allemagne, devant plus de 33 000 fans, Suffocation fait paraître son album éponyme, Suffocation, en 2006.
En 2007, le groupe est présenté dans la vidéo promotionnelle sur The History Channel intitulée The Dark Ages, avec la chanson Bind, Torture, Kill. En 2008, le groupe signe au label allemand Nuclear Blast Records et fait paraître l'album Blood Oath en 2009. L'album atteint la 135e place du Billboard 200. En 2009, Relapse fait paraître l'album live Close of a Chapter—Live in Québec City, auparavant paru sur l'album éponyme en 2005,. Le film documentaire Legacy of Violence devait paraître en 2010, mais est par la suite reporté.
En mai 2010, Suffocation participe à une tournée avec Napalm Death en Amérique du Sud et au Mexique. Printemps 2010, Suffocation embarque pour une tournée nord-américaine avec The Faceless, Decrepit Birth, et Fleshgod Apocalypse. En février 2012, Mike Smith quitte encore le groupe et est remplacé par Dave Culross. En 2012, le groupe rejoint le Long Island Music Hall of Fame. En septembre 2012, Suffocation annonce la parution d'un septième album, Pinnacle of Bedlam, commercialisé par la suite le 15 février 2013. Depuis la sortie de Pinnacle of Bedlam en 2013, le chanteur Frank Mullen a décidé de réduire sa participation aux tournées du groupe. Il est de ce fait régulièrement remplacé par d'autres musiciens comme Bill Robinson (Decrepit Birth), John Gallagher (Dying Fetus), puis, le batteur de Disgorge Ricky Myers.
En janvier 2015, Suffocation révèle son intention de publier des démos pour un nouvel album prévu pour fin 2015. En avril 2016, le groupe se lance en tournée avec Soulfly, Abnormality, Battlecross et Lody Kong.

## Membres

### Membres actuels
- Ricky Myers – vocals (depuis 2019, membre live: 2015–2016, 2018)
- Terrance Hobbs – guitare solo (1988–1998, depuis 2002)
- Derek Boyer – guitare basse (depuis 2004)
- Charlie Errigo – guitare rythmique (depuis 2016)
- Eric Morotti – batterie (depuis 2016)

### Anciens membres
- Josh Barohn – guitare basse (1988–1991, 2002–2004)
- Mike Smith – batterie (1988–1994, 2002–2012)
- Guy Marchais – guitare (1988–1990, 2002–2016)
- Doug Cerrito – guitare (1990–1998)
- Chris Richards – guitare basse (1991–1998)
- Doug Bohn – batterie (1994–1996)
- Dave Culross – batterie (1996–1998, 2012–2014)
- Kevin Talley – batterie (2014–2016)
- Frank Mullen – chant (1988–1998, 2002–2019)

### Membres live
- Bill Robinson – chant (2012)
- John Gallagher – chant (2013)

## Discographie

### Albums studio
- 1991 : Effigy of the Forgotten
- 1993 : Breeding the Spawn
- 1995 : Pierced from Within
- 2004 : Souls to Deny
- 2006 : Suffocation
- 2009 : Blood Oath
- 2013 : Pinnacle of Bedlam
- 2017 : ...Of the Dark Light
- 2023 : Hymns from the Apocrypha

### EPs
- 1991 : Human Waste[14]
- 1998 : Despise the Sun[15]

### Autres
- 1990 : Reincremated (démo)
- 1994 : Live Death (split)
- 2008 : The Best of Suffocation (compilation)[16]
- 2009 : Close of a Chapter: Live in Québec City (live[17] ; réédité par Relapse Records le 27 octobre 2009[18])